# Římskokatolická farnost Řevnice
Římskokatolická farnost Řevnice je jedno z územních společenství římských katolíků v berounském vikariátu s farním kostelem sv. Mořice.
K 1. červenci 2006 do ní v rámci reformy farní správy byly sloučeny farnosti Dobřichovice-Karlík, Karlštejn, Liteň, Osov, Všenory a Všeradice. Současně byla zrušena Římskokatolická farnost Karlštejn-hrad, nástupcem je Kolegiátní kapitula.

## Kostely farnosti
| Kostel                                                                                          | Místo        | Bohoslužba                   |
| ----------------------------------------------------------------------------------------------- | ------------ | ---------------------------- |
| sv. Prokopa a sv. Martina                                                                       | Karlík       |                              |
| sv. Judy Tadeáše (zámecká kaple)                                                                | Dobřichovice | ne 11.00 čt 18.00            |
| sv. Václava                                                                                     | Vonoklasy    |                              |
| sv. Palmácia (Budňany)                                                                          | Karlštejn    | ne 16.00 út 18.00            |
| sv. Stanislava                                                                                  | Mořina       | so 17.00 s nedělní platností |
| Nanebevzetí Panny Marie, kostel Kolegiátní kapituly Nanebevzetí Panny Marie na hradě Karlštejně | Karlštejn    |                              |
| Povýšení sv. Kříže (hrad)                                                                       | Karlštejn    |                              |
| sv. Kateřiny Alexandrijské (hrad)                                                               | Karlštejn    |                              |
| sv. Mikuláše (hrad)                                                                             | Karlštejn    |                              |
| sv. Petra a Pavla                                                                               | Liteň        | so 15.30 s nedělní platností |
| sv. Jana Nepomuckého                                                                            | Hatě         |                              |
| sv. Václava                                                                                     | Svinaře      |                              |
| sv. Josefa                                                                                      | Liteň        |                              |
| Narození sv. Jana Křtitele                                                                      | Osov         | ne 10.30                     |
| sv. Šimona a Judy                                                                               | Skřipel      |                              |
| sv. Mořice                                                                                      | Řevnice      | ne 9.30 st pá 18.00          |
| sv. Jana Nepomuckého                                                                            | Zadní Třebaň |                              |
| sv. Václava                                                                                     | Všenory      | ne 8.00 pá 18.00             |
| sv. Jana Křtitele                                                                               | Všenory      |                              |
| sv. Bartoloměje                                                                                 | Všeradice    | ne 9.00                      |

## Osoby ve farnosti
- Ing. Mgr. Robert Hanačík, farář
- ThMgr. Andrzej Czesław Grygiel, farní vikář